# Jean Charles Léonard de Sismondi
Sismondi, teljes nevén Jean Charles Léonard de Sismondi (Genf, 1773. május 19. – Genf, 1842. június 25.) svájci közgazdász és történész. A gazdasági romanticizmus egyik képviselője. Az egyensúlyi jövedelem elméletének egyik korai megfogalmazója, az első algebrai növekedési modell megalkotója
Korában Genf önálló kis köztársaság volt, amelyet laza szövetség fűzött Svájc többi kantonjához. Az ipari forradalom szétzúzta a kistermelést, a kézműves átadta helyét a gyári termelésnek, a saját mesterségére és szerény jólétére büszke, független kézműves pedig a nyomorgó proletárnak.
Sismondi a tagja volt annak a tudós és író körnek, amely Madame de Staël írónő körül csoportosult.

## Közgazdasági nézetei

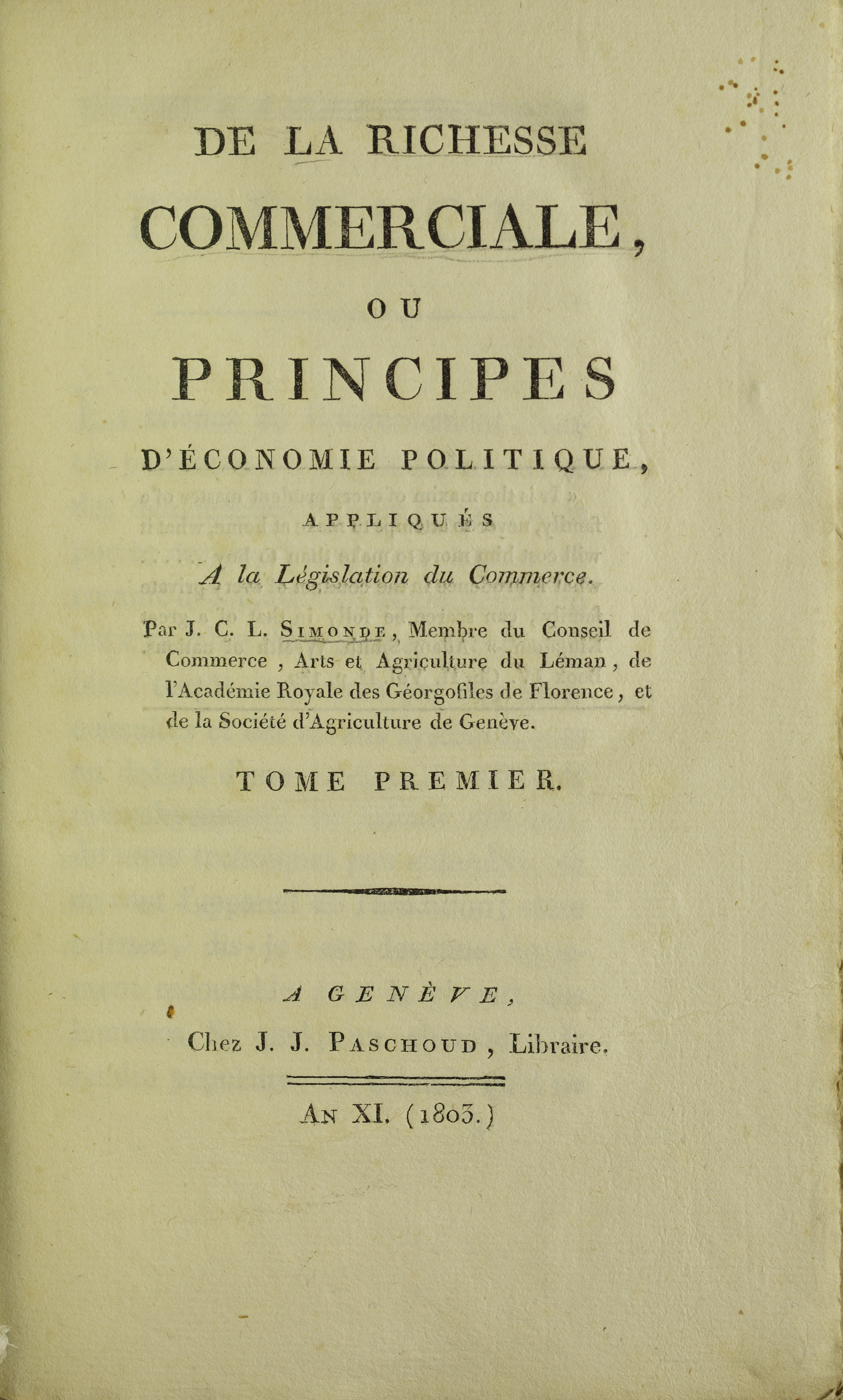
De la richesse commerciale, 1803

### Sismondi módszere – A kapitalizmus bírálata
A kispolgári értékek szószólója. Az angliai ipari forradalom társadalmi következményeit látva kiábrándult a laissez-faire elvéből és a kapitalista rendszer bírálója lett. Elméletének középpontjába a piac, a realizálás és a válságok problémáját állította. Felhívja a figyelmet arra, hogy a tőkés tulajdonviszonyok gazdasági szabadság esetén súlyos bajokat idéznek elő. Tagadja, hogy az egyéni érdekek szabad érvényesülése megvalósítaná a társadalmi jólétet. Úgy képzeli, hogy az államhatalom gazdasági beavatkozása azzal, hogy szembeállítja minden magánérdekkel a közérdeket, kiküszöbölheti a tőkés társadalom ellentmondásait. A Smith-Ricardo iskolával ellentétben, amely a kapitalizmus kulcsproblémájának a felhalmozást tekintette és figyelmen kívül hagyta a realizálást, Sismondi a termelés és a fogyasztás közti ellentmondást és ezzel kapcsolatban a piac- és realizálási problémát állította előtérbe. A gépipar kialakulásának következményeként vezeti le a túltermelési válságok szükségszerűségét, s Malthushoz hasonlóan „harmadik személyek” fogyasztásában látja a kiutat. Csakhogy Sismondi számára Malthustól eltérően ezek elsősorban a kisárutermelők, a parasztok, a kézművesek. A szabad verseny szerinte pusztító gazdasági és társadalmi következményekkel jár. Ezért a közgazdaságtan fő feladatát abban látja, hogy megvizsgálja, miként kellene a kormánynak a termelést és a forgalmat irányítania és szabályoznia, miként kellene igazságos módon a vagyont elosztania.

### A tőkés gazdaság alapvető ellentmondásai Sismondinál
Rámutat arra, hogy a tőkés kizsákmányolja a munkást és célja ezért a termelés állandó fokozása. Emiatt a kapitalizmus fő ellentmondásának a termelés és a piac viszonyát tekintette. Úgy képzelte, hogy mivel a kisárutermelő nem zsákmányol ki senkit, ezért a kisárutermelésnél nincs termelés-piac probléma.

### A tőkés felhalmozás folyamatának ábrázolása
Sismondi szerint a konkurenciaharc növeli a munkanélküliséget, a munkanélküliek szaporodása a túlnépesedést. A munkásosztály elnyomorodik, a csökkenő bérek pedig növelik a tőkés nyereségét.
A cég üzemszüneti pontjával kapcsolatos tétele szerint rövid távon akkor is érdemes termelni, ha veszteség van, feltéve, hogy ez kisebb, mint az állandó költség.

### A válságok
Sismondi elfogadja Adam Smith dogmáját, mely szerint az érték jövedelmekre oszlik, s ezek vásárlóerőt jelentenek a termelés számára, de szerinte a vásárlóerőt a korábbi jövedelmek jelentik. Ezért a gazdasági válságok okát abban látja, hogy a jövedelmek növekedése elmarad a termelés növekedése mögött. (Ha ez így lenne, akkor a kapitalizmusban állandó túltermelési válság lenne. Sismondi és Smith a termelést csak fogyasztási cikkek termelésének tekintette.) A Say-törvény kapcsán felhívta a figyelmet arra, hogy az egyik lényeges jószág a szabadidő, amely határt szab a cserére termelt termékek mennyiségének (a jövedelmeknek). Az újratermelés azonban mégis lehetséges, ha léteznek kisárutermelők és külső, nem tőkés országok. Vagyis a tőkés termelés csakis harmadik, kívülálló, nem tőkés személyek létezésével fejlődhet.
Sismondi elmélete a Marx válságelméletének, a tőkés gazdaságban létrejövő periodikus túltermelési válságok magyarázatának egyik kiindulópontja volt.

### A Sismondi által ajánlott reformok
Eszményképe az ipari és mezőgazdasági kisárutermelés. A céhek példája nyomán a munkások tőkéssé válásának lehetőségét, illetve a munkanélkülivé, beteggé vált munkások segélyezését akarta elérni. Az állam segítségével a spontán gazdasági erők megfékezését és a technikai fejlődés korlátozását sürgette. Támogatta a protekcionizmust.

### A sismondizmus történelmi sorsa
Sismondi nézeteiből kiindulva azonosította Rosa Luxemburg az imperializmust a gyarmathódító politikával, mivel azt vallotta, hogy ezt a politikát a belső értékesítési piacok csökkenése és a realizálási probléma kiéleződése diktálja a tőkés országok számára.
Az orosz liberális narodnyikok szintén Sismondi nézeteire alapozták Oroszország külön, nem kapitalista fejlődési útjának programját.
Sismondi gondolatait felhasználta az angol Hobson is, aki azt kívánta, hogy a termelést és a gazdagságot az „emberi hasznosság” álláspontjáról értékeljék, s olyan társadalmi reformprogrammal lépett fel, amelyben a munkabér minimumának meghatározása mellett megtalálható volt a monopóliumok feletti szigorú állami ellenőrzés is. Hobson szerint is elkerülhetetlenek az általános túltermelési válságok, melyek oka az, hogy állandó a törekvés a túlzott felhalmozásra és ugyanígy állandó a vásárlóképesség elmaradása. Ennek eredménye a tőkefelesleg, valamint a beruházási és fogyasztási cikkek belső, hazai kereslethiánya, ami a külgazdasági expanzió oka.

## Művei
- De la richesse commerciale (A kereskedelmi gazdagság), 1803
- Histoire des républiques italiennes du moyen âge (Az olasz köztársaságok története), 1809–1818
- Histoire des Français (A franciák története), 1821–1844
- Études sur l'économie politique, 1837–1838

## Magyarul megjelent művei
- Sismondi János: A nemzetgazdaságtan újabb elmélete, 1-2.; ford. Enyedi Lukács, Pólya Jakab; Pallas, Bp., 1893–1894